# Statocyt

Statocyt: 1.celwand 2.endoplasmatisch reticulum 3.plasmodesma 4.celkern 5.mitochondriën 6.cytoplasma 7.statoliet 8.wortel 9.wortelmutsje 10.statocyt

Statocyten zijn gespecialiseerde plantencellen die gevoelig zijn voor zwaartekracht. Ze zijn verantwoordelijk voor de geotropie ofwel gravitropie van de plant dankzij gespecialiseerde amyloplasten, de statolieten. Dit zijn zetmeelkorrels die naar het laagste punt van de cel bezinken. Ze geven de cellen en de plantstructuren waar ze deel van uitmaken de mogelijkheid hun groei te richten op de vector van de zwaartekracht. De statocyten bevinden zich in de worteltop of het wortelmutsje en in het endodermis van de scheut waar de cellen respectievelijk met de zwaartekracht meegroeien of ertegenin groeien.

## Mechanisme
Met de optische microscoop kan in de worteltop, in het topmeristeem net onder het wortelmutsje in de columella, gezien worden dat de statocyten onderin hun cellen statolieten bevatten die zich gelijkmatig concentreren richting het uiteinde van de worteltop. Als gevolg van contact tussen de statoliet en het celmembraan wordt bepaald hoe auxine zich concentreert of juist verspreidt in de worteltop. Dit hormoon induceert de cellen harder te groeien of zich te strekken of juist minder hard te groeien en bepaalt daarmee of de wortel recht groeit of naar de aarde buigt.
De exacte moleculaire mechanismen waarmee de opeenhoping van statolieten onderin de cel de distributie van auxine regelen, zijn nog niet helemaal duidelijk, maar door een gelijkmatige concentratie van auxine groeit de wortel recht omlaag. Dit is een vorm van positieve geotropie waarbij de wortel met de zwaartekracht meegroeit. Mocht de wortel horizontaal liggen dan induceren de statocyten met statolieten die van ‘opzij’ naar het celmembraan zinken de verandering in distributie van auxine. Zo kan de wortel alsnog buigen en recht omlaag groeien.
Ook bloemstengels hebben statocyten die bepalen dat de stengel tegen de zwaartekracht ingroeit. Dit is negatieve geotropie.